# LPGA Tour 2012
De LPGA Tour 2012 was het 63ste seizoen van de Ladies Professional Golf Association Tour. Het seizoen begon met de ISPS Handa Women's Australian Open, in februari, en eindigde met het CME Group Titleholders, in november. Er stonden 28 toernooien op de agenda.

## Kalender
| Data  | Data  | Toernooi                           | Stad            | Winnaar           | Score | Score | Info                   |
| ----- | ----- | ---------------------------------- | --------------- | ----------------- | ----- | ----- | ---------------------- |
| 09-02 | 12-02 | ISPS Handa Women's Australian Open | Victoria        | Jessica Korda     | 289   | –3    | Nieuw toernooi         |
| 16-02 | 19-02 | Honda LPGA Thailand                | Chonburi        | Yani Tseng        | 269   | –19   |                        |
| 23-02 | 26-02 | HSBC Women's Champions             | Singapore       | Angela Stanford   | 278   | –10   |                        |
| 15-03 | 18-03 | RR Donnelley LPGA Founders Cup     | Phoenix         | Yani Tseng        | 270   | –18   |                        |
| 22-03 | 25-03 | Kia Classic                        | Carlsbad        | Yani Tseng        | 274   | –14   |                        |
| 29-03 | 01-04 | Kraft Nabisco Championship         | Rancho Mirage   | Sun Young Yoo     | 279   | –9    |                        |
| 18-04 | 21-04 | LPGA Lotte Championship            | Kapolei         | Ai Miyazato       | 276   | –12   | Nieuw toernooi         |
| 26-04 | 29-04 | Mobile LPGA Classic                | Mobile          | Stacy Lewis       | 271   | –17   |                        |
| 05-05 | 06-05 | HSBC LPGA Brasil Cup               | Rio de Janeiro  | Pornanong Phatlum | 133   | –13   | Exhibitietoernooi      |
| 17-05 | 20-05 | Sybase Match Play Championship     | Gladstone       | Azahara Muñoz     | 2&1   | 2&1   | runner-up: Candie Kung |
| 01-06 | 03-06 | ShopRite LPGA Classic              | Galloway        | Stacy Lewis       | 201   | –12   |                        |
| 07-06 | 10-06 | Wegmans LPGA Championship          | Pittsford       | Shanshan Feng     | 282   | –6    |                        |
| 21-06 | 24-06 | Manulife Financial LPGA Classic    | Waterloo        | Brittany Lang po  | 268   | –16   |                        |
| 29-06 | 01-07 | Walmart NW Arkansas Championship   | Rogers          | Ai Miyazato       | 201   | –12   |                        |
| 05-07 | 08-07 | US Women's Open                    | Kohler          | Na Yeon Choi      | 281   | –7    |                        |
| 26-07 | 29-07 | Evian Masters                      | Évian-les-Bains | Inbee Park        | 271   | –17   |                        |
| 09-08 | 12-08 | Jamie Farr Toledo Classic          | Sylvania        | So Yeon Ryu       | 264   | –20   |                        |
| 17-08 | 19-08 | Safeway Classic                    | Portland        | Mika Miyazato     | 203   | –13   |                        |
| 23-08 | 26-08 | Canadian Pacific Women's Open      | Coquitlam       | Lydia Ko am       | 275   | –13   |                        |
| 06-09 | 09-09 | Kingsmill Championship             | Williamsburg    | Jiyai Shin po     | 268   | –16   |                        |
| 13-09 | 16-09 | Ricoh Women's British Open         | Wirral          | Jiyai Shin        | 279   | –9    |                        |
| 20-09 | 23-09 | Navistar LPGA Classic              | Prattville      | Stacy Lewis       | 270   | –18   |                        |
| 11-10 | 14-10 | Sime Darby LPGA Malaysia           | Kuala Lumpur    | Inbee Park        | 269   | –15   |                        |
| 19-10 | 21-10 | LPGA KEB-HanaBank Championship     | Incheon         | Suzann Pettersen  | 205   | –11   |                        |
| 25-10 | 28-10 | Sunrise LPGA Taiwan Championship   | Yang Mei        | Suzann Pettersen  | 269   | –19   |                        |
| 02-11 | 04-11 | Mizuno Classic                     | Shima           | Stacy Lewis       | 205   | –11   |                        |
| 08-11 | 11-11 | Lorena Ochoa Invitational          | Guadalajara     | Cristie Kerr      | 272   | –16   |                        |
| 15-11 | 18-11 | CME Group Titleholders             | Naples          | Na Yeon Choi      | 274   | –14   |                        |

| Majors |  | po = winnares na play-off |